# Tracy (Missouri)
Tracy és una població dels Estats Units a l'estat de Missouri. Segons el cens del 2000 tenia 213 habitants.

## Demografia
Segons el cens del 2000, Tracy tenia 213 habitants, 79 habitatges, i 60 famílies. La densitat de població era de 373,8 habitants per km².
Dels 79 habitatges en un 34,2% hi vivien nens de menys de 18 anys, en un 67,1% hi vivien parelles casades, en un 7,6% dones solteres, i en un 22,8% no eren unitats familiars. En el 20,3% dels habitatges hi vivien persones soles el 7,6% de les quals corresponia a persones de 65 anys o més que vivien soles. El nombre mitjà de persones vivint en cada habitatge era de 2,7 i el nombre mitjà de persones que vivien en cada família era de 3,07.
Per edats la població es repartia de la següent manera: un 25,8% tenia menys de 18 anys, un 8% entre 18 i 24, un 29,1% entre 25 i 44, un 24,9% de 45 a 60 i un 12,2% 65 anys o més.
L'edat mediana era de 39 anys. Per cada 100 dones de 18 o més anys hi havia 92,7 homes.
La renda mediana per habitatge era de 51.250 $ i la renda mediana per família de 54.375 $. Els homes tenien una renda mediana de 33.750 $ mentre que les dones 25.972 $. La renda per capita de la població era de 21.082 $. Entorn de l'11,5% de les famílies i el 9% de la població estaven per davall del llindar de pobresa.

## Poblacions més properes
El següent diagrama mostra les poblacions més properes.